# Lotarev D-36
 Lotarev D-36 tudiIvčenko Progress D-36 je trigredni visokoobtočni turboventilatorski motor. Trenutno ga proizvaja ukrajinsko podjetje Motor Sich.Zasnoval ga je Vladimir Lotarev. Prve teste so izvedli leta 1971, letno testiranje leta 1974, leta 1977 se je začela serijska proizvodnja.
Motor je bil razvit za pogon Jaka-42, An-72 in An-74. 

## Specifikacije
| Model        | Potisk (kN) | Obtočno razmerje | Tlačno razmerje | Premer ventilatorja (m) | Dolžina (m) | Teža (kg) | Vstop v uporabo | Uporaba na                  |
| ------------ | ----------- | ---------------- | --------------- | ----------------------- | ----------- | --------- | --------------- | --------------------------- |
| Serija 1     | 63,75       | 5,6:1            | 20:1            | 1,333                   | 3,930       | 1124      | ?               | Jakovljev Jak-42            |
| Serija 1A/2A | 63,75       | 5,6:1            | 20:1            | 1,333                   | 3,192       | 1124      | ?               | Antonov An-72 Antonov An-74 |
| Serija 3A    | 63,75       | 5,6:1            | 20:1            | 1,333                   | 3,192       | 1124      | ?               | Antonov An-74               |
| Serija 4A    | 63,75       | ?                | ?               | 1,333                   | 3,732       | 1130      | ?               | An-74TK-300                 |